# Talpa
|  | Per a altres significats, vegeu «Talpa (ciutat antiga)». |

Talpa és un gènere de mamífers de la família dels tàlpids. Els membres d'aquest gènere es troben principalment a Europa i l'oest d'Àsia. El talp europeu comú, que es troba a gran part d'Europa i Rússia, és un membre d'aquest gènere, igual que diverses espècies restringides a àmbits de distribució reduïts. Una, el talp del Pare David, es troba en perill crític.
Aquests talps s'alimenten de cucs, insectes i altres invertebrats que troben al sòl.